# Scopula technessa
Scopula technessa är en fjärilsart som beskrevs av Louis Beethoven Prout 1932. Scopula technessa ingår i släktet Scopula och familjen mätare. Inga underarter finns listade.